# Jiří Steimar
Jiří Steimar (ur. 24 kwietnia 1887 w Pradze, zm. 16 grudnia 1968 tamże) – czeski aktor.

## Biogram
W latach 1910–1913 członek Teatru Intymnego w Pradze-Smíchov, 1913–1924, 1925–1928, 1929–1959 Teatru Narodowego, 1924–1925 oraz 1928-1929 Teatru Miejskiego na Vinohradach Królewskich.
Przedstawiciel bohaterów eleganckich w komediach salonowych i konwersacyjnych, które grał z lekkością pozorną i oszczędnością w mimice.

## Role teatralne
- Armand Duval (Aleksander Dumas syn, Dama kameliowa, 1916)
- Budowniczy Alquist (Karel Čapek, R.U.R., 1921)
- Sir Robert Chiltern (Oscar Wilde, Mąż idealny, 1921, 1928)
- Pickering (George Bernard Shaw, Pygmalion, 1946)
- Profesor (Karel Čapek, Biała zaraza, 1968)

## Role telewizyjne
- film Obrácení Ferdyše Pištory (1967)

## Filmografia
- Pan profesor, nepřítel žen (1913)
- Americký souboj (1913)
- Andula žárlí (1914)
- Evin hřích (1919)
- Krasavice Kaťa (1919)
- Adam a Eva (1922)
- Święty Wacław (1930)
- Aféra plukovníka Rédla (1931)
- Kvočna (1937)
- Příklady táhnou (1939)
- Maskovaná milenka (1940)
- Życie jest piękne (1940)
- Z českých mlýnů (1941)
- Gabriela (1942)
- Skrzypce i sen (1947)
- Nikola Šuhaj (1947)
- Błysk przed świtem (1951)
- Mistrz Alesz (1952)
- Sobór w Konstancji (1955)
- Jan Žižka (1956)
- Gdzie rzeki błyszczą w słońcu (1961)
- Między nami złodziejami (1964)
- Lemoniadowy Joe (1964)
- Kto chce zabić Jessii? (1966)